# 1783年宾夕法尼亚兵变
“1783年宾夕法尼亚兵变”（又称“费城兵变”）是于1783年6月由大陆军近400名士兵发起的反政府反抗活动。这次兵变，以及宾夕法尼亚州执行委员会拒绝制止叛乱，最终导致国会撤出费城，并建立了联邦特区作为国家首都。

## 背景
自1781年3月起，邦联议会和宾夕法尼亚州执行委员会设于费城的宾夕法尼亚州议会大厦（现称为独立大厅）。在邦联条例的授权下，除非在战争时期，否则国会对军队没有直接控制权，国会主要依靠各州民兵来落实法律和维持秩序。
1783年6月17日，邦联议会收到驻扎在费城的大陆军士兵的信息，士兵们要求支付他们在美国独立战争期间的兵役酬劳。士兵们威胁说，倘若他们的问题不得到解决，那天就要采取行动。邦联议会无视了他们的信息，但士兵们没有采取对议会所声称的威胁行动。两天后，邦联议会接到消息，大约有80名士兵离开了他们在宾夕法尼亚州兰开斯特的岗位（大约在费城以西60公里），并与驻扎在城市兵营的士兵会合。
大约500人组成的小群组实际控制了武器库和弹药库。

### 反抗
第二天早上，6月20日，多达400名士兵围攻了宾州议会大厦，要求支付兵饷。士兵们起初堵住了门，拒绝让代表们离开。当时来自纽约州的代表，亚历山大·汉密尔顿说服士兵们，为解决他们关切的问题，国会稍后需要开会决定。士兵们的确允许国会议员在当天下午和平休会。
当晚，由汉密尔顿领导的一个小型邦联委员会秘密开会，起草了一份信息给宾夕法尼亚州议会，要求他们保护邦联议会不受反叛分子的伤害。这封信威胁说，如果委员会不采取行动，国会将被迫迁往别处。
6月21日，邦联议会议员与宾夕法尼亚州执行委员会的成员在州议会大厦再次会面，其中包括宾州执行委员会主席约翰·迪金森。 邦联议会议员要求宾州执行委员会为保护邦联政府做更多的工作。迪金森和委员会同意与民兵指挥官磋商，并在第二天回复邦联议会。第二天早上，宾夕法尼亚州议会再次拒绝了邦联议会的要求。由于没有得到宾州政府保护邦联议会安全的足够保证，议员们当天离开费城前往新泽西州的普林斯顿。

### 反应
6月24日乔治·华盛顿听到兵变后，派遣了1500名士兵，由退役少将威廉希斯和将军罗伯特·豪指挥，镇压兵变。
一些反叛分子最终被捕，邦联议会要求对事件进行调查。

## 效果

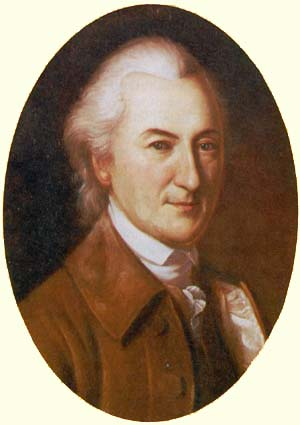
约翰·迪金森, 宾夕法尼亚执行委员会主席

迪金森和宾夕法尼亚执行委员会不采取行动的理由有三。该委员会的官方理由是，他们不确定当地民兵是否真的会保护邦联议会不受他们同胞士兵的伤害。此外，委员会可能认为冲突没有邦联议会认为的那么严重，叛乱可以和平解决。第二点理由，迪金森作为一名（掌管）民兵的官员，同情士兵的不满。第三点理由，委员会拒绝让宾夕法尼亚作为主权邦/州（state）屈服于邦联议会少数人的要求。
1783年11月初，国会在普林斯顿完成其事务后，在该月晚些时候邦联议会迁至马里兰州的安纳波利斯，而后又在1784年11月迁至新泽西州的特伦顿，最后在1785年1月迁至纽约市。直到1787年的费城制宪会议才决定在费城再次举行会议。宾夕法尼亚未能保护联邦的机构，这是宪法制定者决定建立一个与各州不同的联邦特区的主要原因，在联邦特区内国会可以为自己的安全提供保障。
因此，代表们在美国宪法第1条第8节中同意赋予国会“通过某些州转让土地的方式设立特区，作为联邦政府所在地，在任何情况下联邦议会在该特区（不超过10平方英里）内对所有事务享有排他立法权”。
1788年，纽约州批准美国宪法后，代表们同意将纽约市作为临时联邦首都。1790年，国会通过了《首都选址法》（Residence Act），该法案（规定）创建位于波托马克河河岸上的哥伦比亚特区作为新的联邦首都，这片土地当时还属于马里兰和弗吉尼亚。
来自宾夕法尼亚州的代表罗伯特·莫里斯说服了国会，在新的永久性首都建设期间国会返回费城（办公）。
因此，《首都选址法》也宣布费城在10年内是临时首都。
作为最后尝试说服国会让费城作为首都，费城市曾修建一座新的总统府，并扩建至国会大厅。他们的努力失败了，联邦政府于1800年5月14日最终从费城搬迁（到华盛顿特区）。

## 其他條目
- 美国内乱事件一览表

## 延伸書籍
- Hamilton, Alexander; Henry Cabot Lodge. . New York: G.P. Putnam's Sons. 1904  [2019-02-16]. （原始内容存档于2016-04-29）.
- Nagy, John A. . Yardley, Penn: Westholme Publishing. 2007  [2019-02-16]. ISBN 9781594160554. OCLC 154790076. （原始内容存档于2019-08-21）.
- Webster, Noah. . New York: Wilcox & Dickerman Company. 1832  [2019-02-16]. （原始内容存档于2016-06-10）.